# Eugryllacris poultoniana
Eugryllacris poultoniana är en insektsart som först beskrevs av Griffini 1909.  Eugryllacris poultoniana ingår i släktet Eugryllacris och familjen Gryllacrididae. Inga underarter finns listade i Catalogue of Life.